# Zehneria wallichii
Zehneria wallichii là một loài thực vật có hoa trong họ Cucurbitaceae. Loài này được (C.B. Clarke) C. Jeffrey miêu tả khoa học đầu tiên năm 1980.